# Santo Antônio do Salto
Santo Antônio do Salto é um distrito do município brasileiro de Ouro Preto, no interior do estado de Minas Gerais. Segundo o censo demográfico de 2022, realizado pelo Instituto Brasileiro de Geografia e Estatística (IBGE), sua população era de 916 habitantes e havia 272 domicílios particulares permanentes ocupados. Possui área de 57,84 km² conforme a Fundação João Pinheiro (FJP). Foi criado pela lei municipal nº 78 de 30 de novembro de 1992.
Está a 35 quilômetros de distância do distrito-sede, a uma altitude média de 800 metros. 
A beleza de sua paisagem impressiona: um extenso e profundo vale leva à pequena comunidade. Lá embaixo passa um formoso rio, que se encontra com inúmeros cursos d'água, formando várias corredeiras e pequenas quedas. Lá em cima é possível ver a grande Cachoeira do Rapel, com mais de 200 metros de queda. Na parte alta desta cachoeira está o distrito de Lavras Novas. Local com pouca infra-estrutura, mas com grande potencial turístico. Ideal para passeios ecológicos.

## História
A formação da localidade de Santo Antônio do Salto provavelmente remete ao final do século XVIII, sendo mais uma das inúmeras povoações propiciadas pela exploração aurífera. A ocupação da região, que hoje compõem o distrito, se desenvolveu ao pé da Serra das Lavras Novas, entre as margens do Rio Maynarte e de seu afluente Ribeirão dos Prazeres. 
Como em quase todas as povoações iniciadas em função do ouro de aluvião, a localidade do Salto começou sua expansão territorial junto aos primeiros achados minerais. Por sua vez, o distrito não tem uma fundação oficial, ou seja, ao contrário de Ouro Preto, o início de sua história não possui grandes nomes, fatos e datas. Iniciada no ribeirão, dentro dos domínios da antiga Fazenda do Salto, a exploração aurífera ocorreu apenas na margem esquerda do rio, na parte mais baixa da Serra do Itacolomi, provavelmente devido à falha geológica ocorrente na encosta da montanha. 
Assim, os primeiros desbravadores priorizaram a parte mais plana da tortuosa região, não só por causa dos primeiros achados minerais, mas também por causa da topografia disforme. Segundo a tradição oral, a toponímia do distrito esta ligada ao rio que corta seus domínios, sendo este o último ponto para se saltar a torrente em acesso à Fazenda Bandeiras, assim como, aos arraiais de Piranga e de Catas Altas. Sua nomenclatura também pode se referir à altura de sua principal cachoeira, que contém um grande salto.
Situado a 800 metros de altitude, o distrito de Santo Antônio do Salto está fixado em um rebaixamento de serras. O lugarejo é de difícil acesso por causa das montanhas que cerceiam a região. Devido ao seu isolamento, o povoado se caracterizou basicamente pela subsistência, exercendo como atividades produtivas a mineração, a agricultura e a pecuária. Neste contexto, a Fazenda Caboclo aparece como umas das mais importantes do distrito, abrangendo grande parte de seus arredores, delimitando fronteira com a região de Chapada. Entre os principais produtos agrícolas produzidos na localidade está a banana, um dos poucos itens concebidos para a comercialização.  	
Até o início do século XX, o principal ponto de entrada do povoado era feito pela Serra das Lavras Novas, que fica a 1300 metros de altitude, conferindo ao caminho uma pequena dose de tortuosidade e perigo. Contudo, por volta de 1930, o distrito ganhou uma nova passagem por conta da construção do canal hidrográfico que daria ao Salto suas usinas elétricas. Amplamente abastecido por quedas d`águas, o distrito foi uma das primeiras localidades abastecidas por energia elétrica na região. Porém, para tal feito, um novo caminho deveria ser aberto, já que o antigo não dava passagem aos caminhões de grande porte, necessários ao transite do maquinário pertinente à construção das usinas hidroelétricas. Assim, a partir da estrada que liga Ouro Preto a Santa Rita, localidade onde seria construída uma represa, a nova passagem foi aberta.  	
A construção do complexo hidrográfico da região se fez de maneira lenta e adversa. Apesar do novo caminho que facilitaria o manejo de pessoas e instrumentos de trabalho, a edificação do canal foi feita através da força braçal e de técnicas rudimentares. Assim, o escoramento da abertura fluvial se fez com as pedras da margem do rio, que, por sua vez, eram transportadas no lombo dos burros de carga. Segundo os antigos moradores da localidade, a construção do canal foi muito difícil, ocorrendo inúmeros acidentes, que se agravavam por causa do isolamento do terreno, ocasionando assim muitas mortes. Não foi por acaso que muitos trabalhadores abandonaram a obra. 
Por causa de todas as dificuldades apresentadas, a chegada da primeira turbina se constituiu em um grande feito. Seu transporte até a usina durou dois dias, sendo feita por um caminhão a vapor, preso a vinte juntas de bois que sustentavam parte de seu peso. A primeira usina foi batizada de Salto, a segunda de Caboclo, em homenagem a principal fazenda da região e a terceira de Funil.
A chegada da energia elétrica no Salto não trouxe consigo o esperado desenvolvimento urbano. A quantidade de empregos gerados após a finalização da construção das usinas não conseguiu suprir a nova demanda apresentada pela localidade, que teve sua população aumentada no período de edificação de seu complexo hidrográfico. A falta de meios de sobrevivência produziu dois efeitos no povoado, sendo o primeiro o êxodo populacional, e, o segundo a continuidade de sua base econômica, arquitetada pela agricultura de subsistência. Assim, a região se desenvolveu muito lentamente, ganhando aos poucos novas casas e infra-estrutura primária, como ampliação de escolas e saneamento básico. 
Atualmente, a maior parte da economia de Salto se baseia na agricultura e nos empregos gerados pelas grandes empresas mineradoras instaladas no quadrilátero ferrífero, onde se localiza o município de Ouro Preto. Quanto ao garimpo, agente propulsor da ocupação territorial do povoado, não existe mais. Por sua vez, o distrito do Salto apresenta sérios problemas de crescimento urbano por causa de sua topografia acidentada. Como os arredores do rio são tidos como área de preservação ambiental, sua estrutura ocupacional se torna mais complexa por não permitir seu desenvolvimento na parte mais plana da região. A localidade de Santo Antônio do Salto foi elevada a distrito através da lei municipal 78/92 de 30 de novembro de 1992.